# Corn (Oklahoma)
Corn – miasto w Stanach Zjednoczonych, w stanie Oklahoma, w hrabstwie Washita.